# Coraciidae
Famille
Les Coraciidae (ou coraciidés en français) sont une famille d'oiseaux constituée de 2 genres et de 13 espèces existantes de rolliers et de rolles.

## Description
Ce sont des oiseaux de taille moyenne (25 à 40 cm), brillamment colorés. Ils ont un bec court à pointe crochue, des pattes courtes, des ailes de longueur moyenne, et leur queue porte parfois de longues rectrices médianes.

## Habitats et répartition
Ils vivent dans l'Ancien Monde, où ils fréquentent les bois clairs, la savane boisée, les lisières forestières ; quelques espèces vivent dans les forêts pluviales de plaine et leurs abords. Ils apprécient un climat chaud.

## Liste alphabétique des genres
- Coracias (m.) Linnaeus, 1758
- Eurystomus (m.) Vieillot, 1816

## Liste des espèces
D'après la classification de référence (version 9.2, 2019) du Congrès ornithologique international (ordre phylogénique) :
- Coracias naevius – Rollier varié
- Coracias benghalensis – Rollier indien
- Coracias affinis – ?
- Coracias temminckii – Rollier de Temminck
- Coracias spatulatus – Rollier à raquettes
- Coracias caudatus – Rollier à longs brins
- Coracias abyssinicus – Rollier d'Abyssinie
- Coracias garrulus – Rollier d'Europe
- Coracias cyanogaster – Rollier à ventre bleu
- Eurystomus gularis – Rolle à gorge bleue
- Eurystomus glaucurus – Rolle violet
- Eurystomus orientalis – Rolle oriental
- Eurystomus azureus – Rolle azuré